# Don't Shoot Me I'm Only the Piano Player
Don't Shoot Me I'm Only the Piano Player, som släpptes den 22 januari 1973 i USA och fyra dagar senare i Storbritannien, är Elton Johns nionde studioalbum och hans andra raka etta på den amerikanska albumlistan. Det toppade även albumlistan i Storbritannien. Albumet innehåller Elton Johns första singeletta i USA, "Crocodile Rock". Också den inledande balladen "Daniel" blev en hitlåt. Skivans andra spår "Teacher I Need You" gavs ut som singel speciellt för den skandinaviska marknaden och blev en hit på svenska Tio i topp-listan.

## Låtlista
Samtliga låtar skrivna av Elton John och Bernie Taupin.
1. "Daniel" – 3:54
2. "Teacher I Need You" – 4:10
3. "Elderberry Wine" – 3:33
4. "Blues for My Baby and Me" – 5:42
5. "Midnight Creeper" – 3:55
6. "Have Mercy on the Criminal" – 5:57
7. "I'm Gonna Be a Teenage Idol" – 3:55
8. "Texan Love Song" – 3:33
9. "Crocodile Rock" – 3:58
10. "High Flying Bird" – 4:12

## Listplaceringar
| Lista (1973)   | Position            |
| -------------- | ------------------- |
| Australien     | 1 (Go Set)          |
| Danmark        | 4                   |
| Finland        | 2                   |
| Japan          | 4 (Oricon)          |
| Nederländerna  | 2                   |
| Norge          | 1 (VG-lista)        |
| Storbritannien | 1 (UK Albums Chart) |
| Sverige        | 2 (Kvällstoppen)    |
| USA            | 1 (Billboard 200)   |
| Västtyskland   | 16                  |